# Wolff von Eggenberg

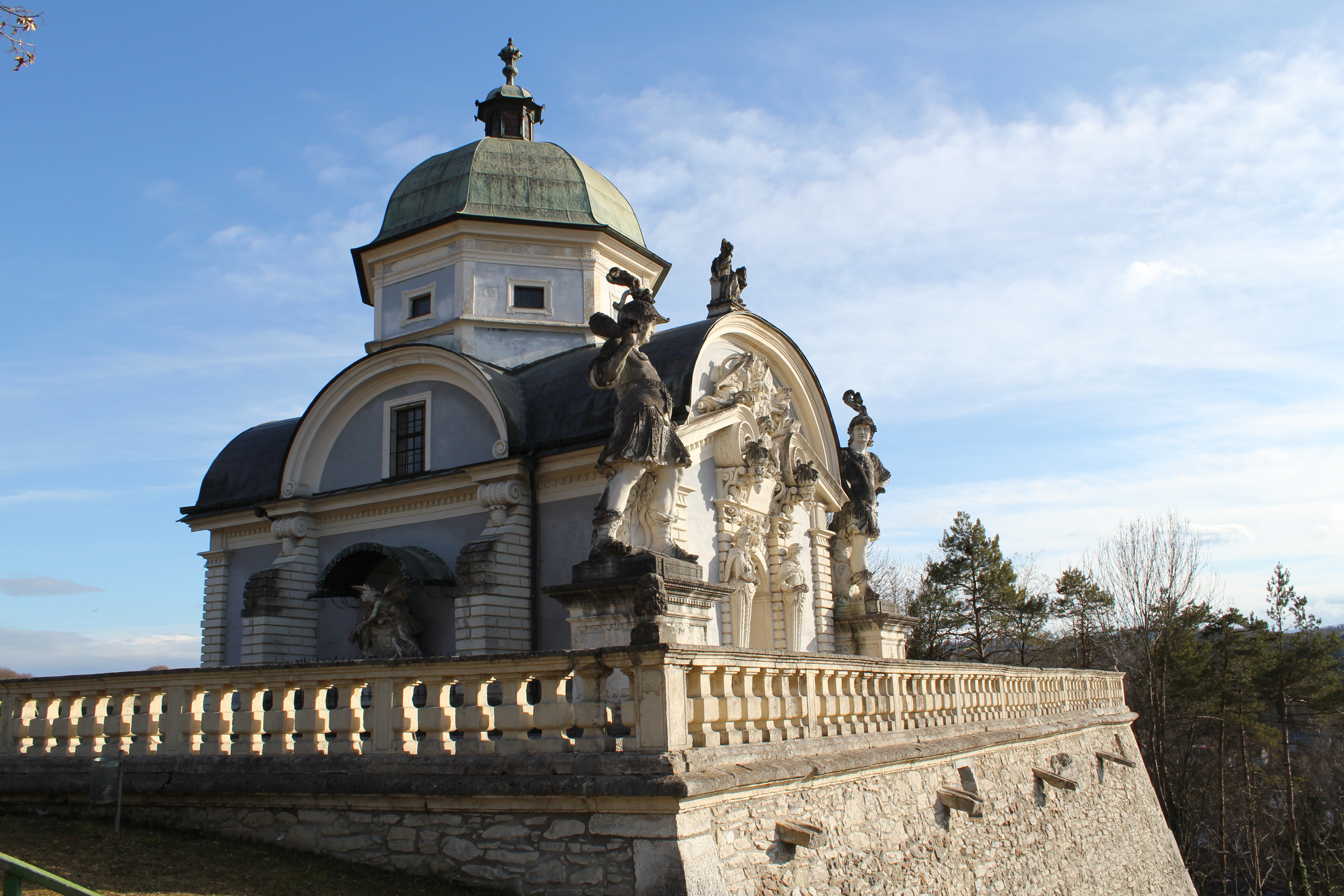
Mausoleum Ehrenhausen (2011)

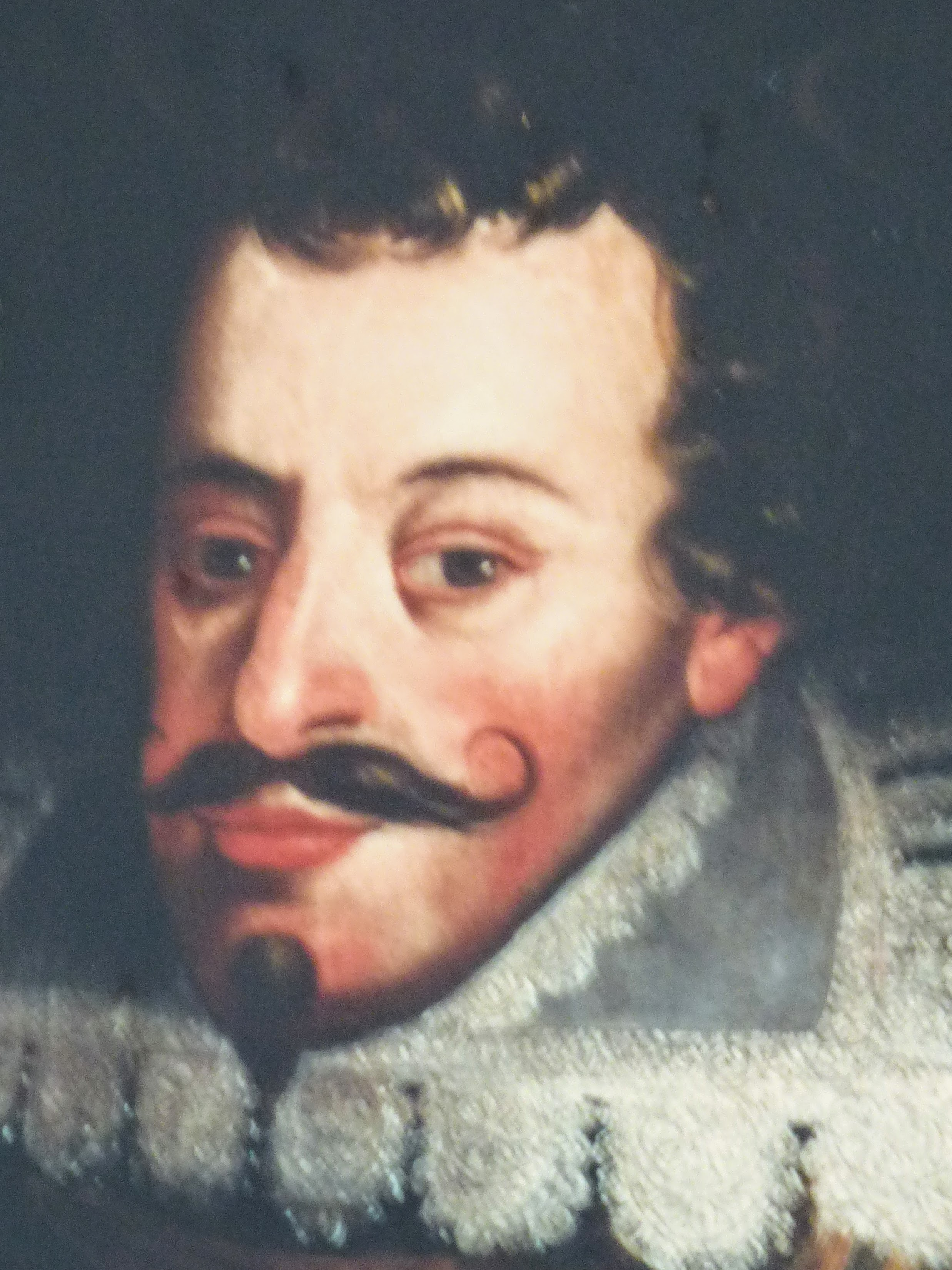
Wolff von Eggenberg; Ausschnitt aus dem Wandgemälde im Mausoleum

Wolf(f) von Eggenberg (* 1580; † 1615 in Karlstadt) war ein Offizier im Dienste der Habsburgermonarchie.

## Leben
Wolff Freiherr von Eggenberg war ein Sohn des Bartholomäus von Eggenberg und der Justine von Breuner sowie der Neffe und Universalerbe Ruprechts von Eggenberg. Der Neffe war wie sein Onkel ein Kriegsmann, der unter anderem als Reiteroberst in Diensten des damaligen Großherzogs von Toskana, Ferdinando I. de’ Medici, stand. 1609 erhielt er das Kommando als General-Obrist in Karlstadt und an der Meeresgrenze zu Kroatien. In den Türkenkriegen verlor er ein Bein und trug seitdem eine Holzprothese. Diese Prothese befand sich, wie einem Bericht aus dem Jahr 1937 zu entnehmen ist, nach dem Tod Wolffs, in eine Eisenprothese gefasst, über dessen Sarkophag an der Wand.
Da sein Onkel 1611 unvermählt und kinderlos gestorben war, ging die Herrschaft Ehrenhausen, die Ruprecht von Eggenberg in seinem zwei Jahre zuvor verfassten Testament zum Fideikommiss bestimmt und seinen Neffen an Kindesstelle angenommen hatte, an Wolff. Nur vier Jahre später starb auch er 1615 in der Festung Karlstadt und wurde im Mausoleum am Schlossberg zu Ehrenhausen an der Seite seines Onkels Ruprecht von Eggenberg beigesetzt.